# 六つの保証
六つの保証（英語: Six Assurances、中国語: 六项保证）とは、米台関係に関するアメリカ合衆国（米国）の6つの重要な外交政策の原則である。これらは 1982年に米国と中華人民共和国との間で交わされた第三次コミュニケに関する米国の一方的な説明として伝えられた。これは、台湾（中華民国）と米国議会の双方に、たとえ正式な国交断絶をしたとしても、米国は台湾を支え続けることを再確認するためのものである。
この保証は、もともとは米国と中華人民共和国の台湾交渉の際に、当時の中華民国の国民党政府が提案したものである。レーガン政権はこの保証に同意し、1982年7月に米国議会にこの保証を通知した。
今日、六つの保証は、米台で外交を行う際の準公式の指針の一部となっている。保証はその後の政権にほぼ再確認されてきた。2016年以前は純粋に非公式なものであったが、2016年には正式な内容が米国下院の非拘束的決議で採択され、正式なものに格上げされたが、直接的な強制力はない。

## 文章
米国下院は2016年5月16日、以下の両院一致決議を可決し、ジョン・H・ホルドリッジ前国務次官補（東アジア・太平洋担当）が1982年に表現したもの（当時のジェームズ・R・リリー米国在台湾協会会長が蔣経国総統に届けたもの）を多かれ少なかれそのまま採用することで、「六つの保証」を最初の正式な文言とした。
1. 台湾への武器販売の終了日を設定することに合意しない[1]。
2. 台湾と中国の間で、米国は仲介する役割はないとの認識がある。
3. また、台湾に圧力をかけて中国との交渉をさせようともしない。
4. 台湾の主権問題に関する我々の長年の立場に変化はない。
5. 台湾関係法の改正を「求める予定はない」。
6. 8・17コミュニケは、「我々が台湾への武器販売について北京と事前協議を行うことに合意したと意味するように読まれるべきではない」

決議案は米国上院で受理され、外交関係委員会に付託された。
2015年10月28日にスティーブ・チャボット議員が議会に提出した最初の版では、「六つの保証」は以下のように提案されていた。
1. 米国は台湾への武器販売終了日を設定しない[2]。
2. 米国は台湾関係法の条件を変更しない。
3. 米国は台湾への米国の武器販売について決定を下す前に、事前に中国と協議することはない。
4. 米国は台湾と中国の仲介をしない。
5. 米国は、台湾の主権についての立場を変えることはなく、問題は中国人自身によって平和的に決定されるものであり、台湾に中国との交渉を開始するよう圧力をかけることはない。
6. 米国は台湾に対する中国の主権を正式に認めない。

機密解除された1982年に国務省から送られた電報には、六つの保証の詳細が記載されている。
1. 米国は台湾への武器販売終了日の設定で合意していない。
2. 米国は台湾への武器販売について中国と協議することに合意していない。
3. 米国は台北と北京の間の仲介役を務めない。
4. 米国は台湾関係法の改正に合意していない。
5. 米国は台湾の主権に関する立場を変えていない。
6. 米国は台湾に対し、中国との交渉を開始するよう圧力をかけない[4]。

## 再確認
国務省は「六つの保証」を繰り返し確認している。
蔡英文が中華民国総統に就任する前日の2016年5月19日、米国上院外交委員会・上院情報特別委員会委員のマルコ・ルビオ（R-FL）と、上院外交委員会の前委員長で上院台湾コーカスの共同議長を務めるロバート・メネンデス（D-NJ）は、台湾関係法と「六つの保証」を米台関係の土台として再確認する両院一致決議案を提出した。
2016年共和党全国大会の共和党綱領では、六つの保証について次のように述べた。「我々は、民主主義、人権、自由市場経済、法の支配という価値観を共有する台湾の人々に敬意を表する。我々の関係は、台湾関係法の規定に基づいて継続され、レーガン大統領が1982年に台湾に伝えた「六つの保証」を肯定する」と述べている。我々の関係は台湾関係法の規定に基づいて継続され、我々は1982年にレーガン大統領が台湾に与えた六つの保証を確認する。我々は、島の将来に関するすべての問題は、対話を通じて平和的に解決され、台湾の人々の合意を得なければならないという原則に基づき、台湾海峡の現状を変えるための一方的な措置に反対する。中国がこの原則に違反した場合、米国は台湾関係法に基づき、台湾の防衛に協力する。我々は、台湾海峡に関する建設的な関係を継続する、台北の新政府の努力を称賛し、中国にこれに応じるよう求める。アメリカの誠実な友人として、台湾は、自由貿易協定の地位、ディーゼル潜水艦を建造するための技術を含む防衛兵器のタイムリーな販売、およびWHO、国際民間航空機関およびその他の多国間機関への完全な参加を含む、我々の強力な支援を受けるに値する」
アジア再保証推進法（Pub.L. 115–409、Pub.L. 115–409）では、台湾に対する約束を『六つの保証』に沿って履行することが米国の方針であるとしている。2018年9月現在、ドナルド・トランプ政権は「米台関係も『六つの保証』によって『導かれている』と述べている」。
2020年11月、マイク・ポンペオ米国務長官は「台湾は中国の一部では無かったが、それはレーガン政権が打ち出した政策で、今や35年に渡ってアメリカが今まで守り、両政権の下でそのように行われてきた。」と述べ、第5条を発動していると見られていた。
2021年度の国防権限法は、米台関係の基盤となる台湾関係法（TRA）と「六つの保証」を再確認した。 

## 関係項目
- 台湾問題
- 米台関係
- 台湾関係法
- 台湾旅行法 - 2018年に可決された米台関係を強化する法律。